# Svartetjärnen, Västergötland
Svartetjärnen är en sjö i Lerums kommun i Västergötland och ingår i Göta älvs huvudavrinningsområde. Sjön är 11 meter djup, har en yta på 0,0535 kvadratkilometer och befinner sig 102,3 meter över havet. Sjön ligger i skogsområdet Vättlefjäll men utanför naturreservatet och avvattnas av vattendraget Röbackaån som når Göta älv via Forsån och Grönån.

## Delavrinningsområde
Svartetjärnen ingår i det delavrinningsområde (642729-128672) som SMHI kallar för Mynnar i Grönå. Medelhöjden är 96 meter över havet och ytan är 24,61 kvadratkilometer. Det finns inga avrinningsområden uppströms utan avrinningsområdet är högsta punkten. Röbackaån som avvattnar avrinningsområdet har biflödesordning 3, vilket innebär att vattnet flödar genom totalt 3 vattendrag innan det når havet efter 49 kilometer. Avrinningsområdet består mestadels av skog (70 %) och jordbruk (16 %). Avrinningsområdet har 1,4 kvadratkilometer vattenytor vilket ger det en sjöprocent på 5,7 %.